# السمكة الفراشة

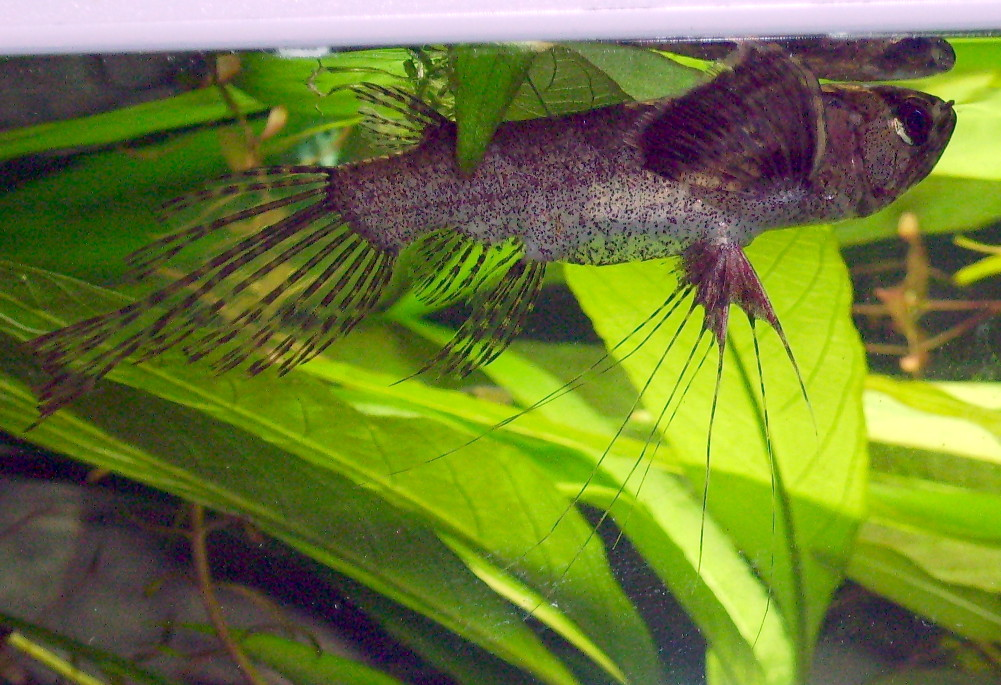

سمكة الفراشة (باللاتينية: Pantodon buchholzi)، (بالإنجليزية: Freshwater butterflyfish) تنتمي لعائلة السمكة الفراشة، هي سمكة من أسماك الماة العذبة، غريبة الشكل تتمز بتحور الزعنفتين الجانبيتين إلى مايشبة الأجنحة مع طول باقى الزعانف مما أعطاها الشكل المميز لها والذي سميت من أجله الفراشة. تفضل السمكة العيش بالقرب من سطح الماء وموطنها الأصلى هو بلاد غرب أفريقيا (الكاميرون، نيجيريا، زائير)، وتعتبر أيضا من الأسماك المسالمة التي تربى بلا أي مشاكل مع الأسماك الأخرى. تحتاج هذة السمكة إلى درجة حرارة معتدلة من 26 إلى 27 درجة مئوية
وإلى ماء معتدل الحموضة على الرغم أنها تتحمل درجات مرتفعة من الحموضة بلا مشاكل. الذكر أصغر في محيط الجسم من الأنثى التي تكون بدينة نسبيا عنه، وهناك تفريق أخر ولكنة ليس دقيق عن طريق شكل الزعنفة الشرجية التي تكون مائلة على جسم السمكة في الذكر عكس الأنثى التي تكون زعنفتها مستقيمة.